# Союз-Р
«Союз-Р» (рос. Разведчик, розвідник), 11Ф71 — проєкт радянських пілотованих орбітальних станцій для фотографічної й радіотехнічної розвідки.

## Історія
10 грудня 1963 у США публічно представили проєкт пілотованої орбітальної лабораторії (англ. Manned Orbiting Laboratory).
Перевантажене іншими проєктами ОКБ-1 передало розробку військових варіантів Союз-П і Союз-Р самарському філіалу №3 (головний конструктор Дмитро Козлов).
18 червня 1964 указом міністра оборони СРСР маршала Малиновського проєкт Союз-Р додали до п'ятирічного плану дослідження космосу на 1964-1969.
12 жовтня 1964 Челомей отримав дозвіл на початок розробки більшої військової орбітальної станції Алмаз масою 20 тонн, яку виводила на орбіту ракета-носій УР-500К (Протон) розробки Челомея.
До 1965 Академія наук СРСР, військові відомства, міністерство загального машинобудування затвердили детальний проєкт розробки. Помічник Головнокомандувача ВПС по космосу і одночасно заступник начальника бойової підготовки ВПС з підготовки та забезпечення космічних польотів Каманін зазначив проблеми з підготовкою космонавтів для складних запланованих польотів.
14 січня 1966 під час операції помер генеральний конструктор ОКБ-1 Корольов.
30 березня 1966 міністерство загального машинобудування ухвалило наказ «Про затвердження 7K-TK транспортом для станцій Алмаз». Проєкт станцій Союз-Р скасували, індекс 11Ф71 отримав проєкт Алмаз. Самарський філіал №3 передав усі завершені розробки станції ДКБ-52, але продовжив розробку транспортного корабля Союз 7К-ТК.

## Опис
Система Союз-Р складалася з двох космічних апаратів, які запускалися окремо ракетами-носіями Р7:
- Орбітальна станція 11Ф71 з апаратурою для розвідувальної фотозйомки і радіотехнічної розвідки. Основою був корабель Союз 7К, у якому спускний апарат і житловий відсік замінили відсіком апаратури. Подібну розробку застосували згодом при створенні космічного апарата Гамма.
- Транспортний корабель Союз 7К-ТК (11Ф72) з обладнанням для зближення і стикування, зокрема люк для переходу на станцію без використання скафандрів.

Маса комплексу після стикування становила 13 тонн.

## Вигляд

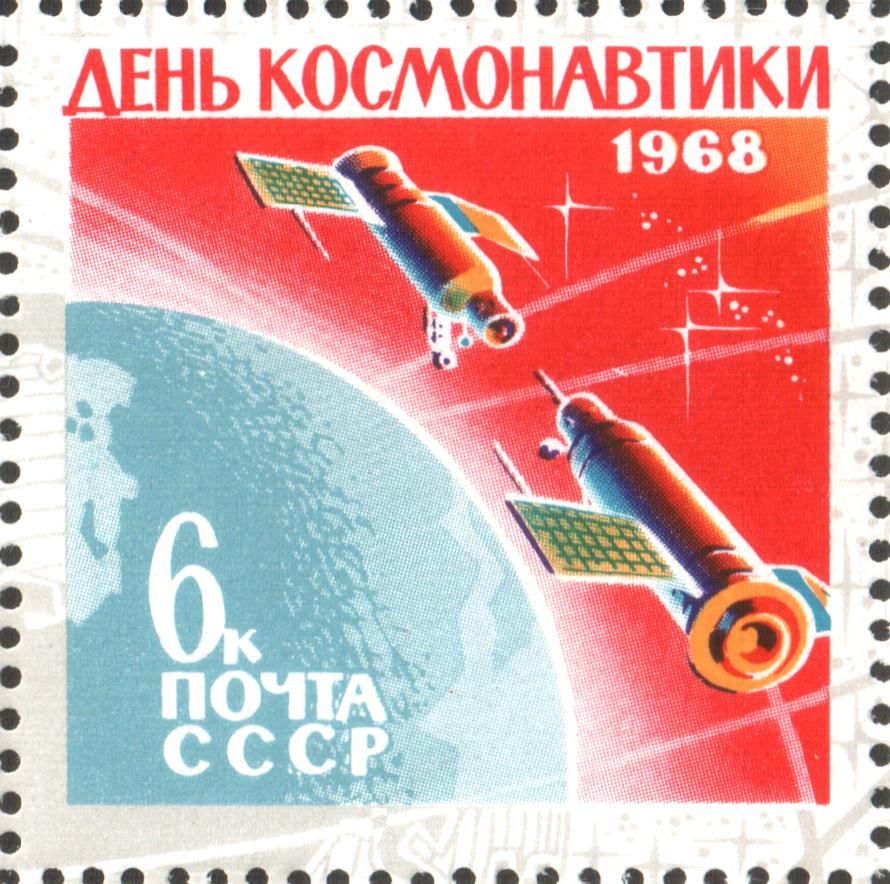
Марка СРСР. Стикування Космосу-186 і Космосу-188

1 листопада 1967 в СРСР офіційно опубліковано зображення стикування безпілотних кораблів типу 7К-ОК (11Ф615) Космос-186 і Космос-188. На той час їхній вигляд був засекречений, тому використали зображення скасованого проєкту 7К-Р.